# Landkreis Eisenach
| Basisdaten                                              | Basisdaten          |
| ------------------------------------------------------- | ------------------- |
| Bestandszeitraum                                        | 1922–1950           |
| Verwaltungssitz                                         | Eisenach            |
| Fläche                                                  | 1173 km² (1939)     |
| Einwohner                                               | 108.328 (1939)      |
| Gemeinden                                               | 157 (1939)          |
| Bevölkerungsdichte                                      | 92 Einw./km² (1939) |
|                                                         |                     |
| Lage des Landkreises Eisenach in Thüringen im Jahr 1922 |                     |

Der Landkreis Eisenach ist ein ehemaliger Landkreis im Westen Thüringens. Er wurde am 1. Oktober 1922 gegründet und bestand bis zur Verwaltungsreform in der DDR 1952. Heute hat der Wartburgkreis einen ähnlichen Gebietszuschnitt wie der alte Landkreis Eisenach. Von 1850 bis 1922 hatte bereits in Sachsen-Weimar-Eisenach bzw. dem Freistaat Sachsen-Weimar-Eisenach und in Thüringen der Verwaltungsbezirk Eisenach existiert.

## Geschichte

### Sachsen-Weimar-Eisenach

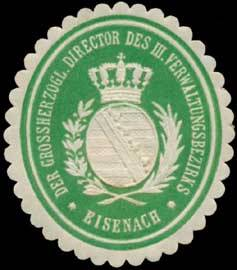
Siegelmarke der Großherzogliche Direktor des III. Verwaltungsbezirks Eisenach

Das Großherzogtum Sachsen-Weimar-Eisenach wurde 1850 in fünf Verwaltungsbezirke gegliedert, die hinsichtlich ihrer Größe mit Landkreisen vergleichbar waren. Der Verwaltungsbezirk Eisenach, auch als III. Verwaltungsbezirk bezeichnet, umfasste den nördlichen Teil des früheren Herzogtums Sachsen-Eisenach, das im 19. Jahrhundert auch als Eisenacher Kreis bezeichnet wurde.
Der Verwaltungsbezirk Eisenach umfasste im Jahre 1910 eine Fläche von 571 km² und hatte 77.112 Einwohner.

### Land Thüringen
1918 wurde aus dem Großherzogtum Sachsen-Weimar-Eisenach der Freistaat Sachsen-Weimar-Eisenach, der wiederum am 1. Mai 1920 im Land Thüringen aufging. Bei einer umfassenden Gebietsreform wurde 1922 der Landkreis Eisenach gebildet. Den Kern des neuen Landkreises bildeten dabei die größten Teile der aufgelösten Verwaltungsbezirke Eisenach und Dermbach von Sachsen-Weimar-Eisenach. Hinzu kamen noch die vormals Sachsen-Meiningischen Exklaven Bernshausen, Dietlas, Kaltenlengsfeld und Oberellen sowie die Stadt Ruhla und die Gemeinden Deubach, Ebenshausen, Ettenhausen, Frankenroda, Hallungen, Hastrungsfeld, Kahlenberg, Kälberfeld, Lauterbach, Nazza, Neukirchen, Sättelstädt, Schönau an der Hörsel, Sondra und Thal aus dem aufgelösten Landratsamt Waltershausen. Die Stadt Eisenach wurde kreisfrei, aber Sitz des Landkreises. Die Städte im Landkreis waren Berka/Werra, Creuzburg, Geisa, Ruhla, Kaltennordheim, Stadtlengsfeld und Vacha, dazu kamen 150 weitere Gemeinden. 1925 hatte der Landkreis 96.525 und die Stadt Eisenach 43.385 Einwohner, 1939 waren es 108.328 und 53.116 auf einer Fläche von 1173 km². Die Stadt Eisenach umfasste 24,55 km². Der Sitz der Kreisverwaltung wurde in dem ehemaligen Hotel "Großherzog von Sachsen" in der Eisenacher Bahnhofstraße 38, direkt gegenüber dem Eisenacher Bahnhof eingerichtet.

### SBZ und DDR
Am 1. Juli 1946 wurden der bis dahin zum Landkreis Mühlhausen i. Th. gehörende Teil von Schnellmannshausen sowie die Gemeinden Birx, Frankenheim/Rhön und Melpers aus dem Landkreis Meiningen in den Landkreis Eisenach umgegliedert. 1950 hatte der Landkreis einschließlich der Stadt Eisenach 129.478 Einwohner.
Durch das Gesetz zur Änderung der Kreis- und Gemeindegrenzen verlor Eisenach am 1. Juli 1950 den Status der kreisfreien Stadt und wurde Teil des Landkreises. Gleichzeitig wechselten auch die Stadt Treffurt sowie die Gemeinden Falken und Großburschla aus dem Landkreis Mühlhausen in den Landkreis Eisenach. Im Gegenzug wechselte die Gemeinde Hallungen aus dem Landkreis Eisenach in den Landkreis Mühlhausen. Aus dem Südteil des Landkreises Eisenach mit dem Eisenacher Oberland um Dermbach, Geisa und Vacha wurde der neue Landkreis Bad Salzungen gebildet.
Bei der Verwaltungsreform von 1952 in der DDR kehrte die Gemeinde Hallungen wieder aus dem Landkreis Mühlhausen in den Landkreis Eisenach zurück, der danach als Kreis Eisenach im neuen Bezirk Erfurt fortbestand. Der Kreis Bad Salzungen wurde dem neuen Bezirk Suhl zugeordnet.

## Landräte
- 1922–1924 Adolf Hörschelmann
- 1924–1937 Wilhelm Gläser
- 1937–1945 Friedrich Unteutsch
- 194500000 Fröhlich
- 1945–1949 Otto Schiek

## Städte und Gemeinden
Im Jahre 1939 umfasste der Landkreis Eisenach sieben Städte und 150 weitere Gemeinden:
| - Abteroda - Andenhausen - Apfelbach - Aschenhausen - Auenheim - Berka/Werra, Stadt - Berka vor dem Hainich - Bermbach - Bernshausen - Berteroda - Beuernfeld - Bischofroda - Bolleroda - Borbels - Borsch - Bremen - Brunnhartshausen - Burkhardtroda - Buttlar - Creuzburg, Stadt - Dankmarshausen - Deicheroda - Dermbach - Deubach - Diedorf - Dietlas - Dippach - Dönges - Dorndorf - Ebenau - Ebenshausen - Eckardtshausen - Empfertshausen - Epichnellen - Erbenhausen - Ettenhausen an der Nesse - Ettenhausen an der Suhl - Etterwinden - Farnroda - Fernbreitenbach | - Fischbach/Rhön - Föhlritz - Förtha - Frankenroda - Frauensee - Gasteroda - Geblar - Gehaus - Geisa, Stadt - Geismar - Gerstengrund - Gerstungen - Gerthausen - Glattbach - Göringen - Gospenroda - Großenlupnitz - Großensee - Hallungen - Hastrungsfeld - Hausbreitenbach - Herda - Hörschel - Horschlitt - Hötzelsroda - Ifta - Kahlenberg - Kaiseroda - Kälberfeld - Kaltenlengsfeld - Kaltennordheim, Stadt - Kaltensundheim - Kaltenwestheim - Ketten - Kieselbach - Kittelsthal - Klings - Kranlucken - Krauthausen - Kupfersuhl | - Lauchröden - Lauterbach - Lenders - Lindenau - Lindigshof - Madelungen - Marksuhl - Martinroda - Mebritz - Melborn - Merkers - Mieswarz - Mihla - Mittelsdorf - Mosbach - Motzlar - Nazza - Neidhartshausen - Neuenhof - Neukirchen - Neustädt - Oberalba - Oberellen - Oberweid - Oberzella - Oechsen - Otzbach - Pferdsdorf/Rhön - Pferdsdorf/Werra - Reichenhausen - Reinhards - Ruhla, Stadt - Sallmannshausen - Sättelstädt - Schafhausen - Scherbda - Schleid - Schnellmannshausen - Schönau a. d. Hörsel - Seebach | - Sondra - Spahl - Spichra - Stadtlengsfeld, Stadt - Stedtfeld - Steinberg - Stockhausen - Stregda - Sünna - Thal/Thüringen - Tiefenort - Ütteroda - Unteralba - Unterbreizbach - Unterellen - Untersuhl - Unterweid - Urnshausen - Vacha, Stadt - Vitzeroda - Völkershausen - Volteroda - Walkes - Wartha - Weilar - Wenigenlupnitz - Wenigentaft - Wiesenfeld - Wiesenthal - Willmanns - Wölferbütt - Wolfmannsgehau - Wolfsburg-Unkeroda - Wünschensuhl - Wutha - Zella/Rhön - Zitters |

Drei Gemeinden wurden in den 1920er Jahren eingemeindet:
- Rothenhof, 1922 zu Eisenach
- Heiligenstein, 1922 zu Thal-Heiligenstein
- Eichrodt, 1924 zu Wutha

Die Gemeinde Thal-Heiligenstein wurde 1936 in Thal/Thüringen umbenannt.